# Phinikoudes

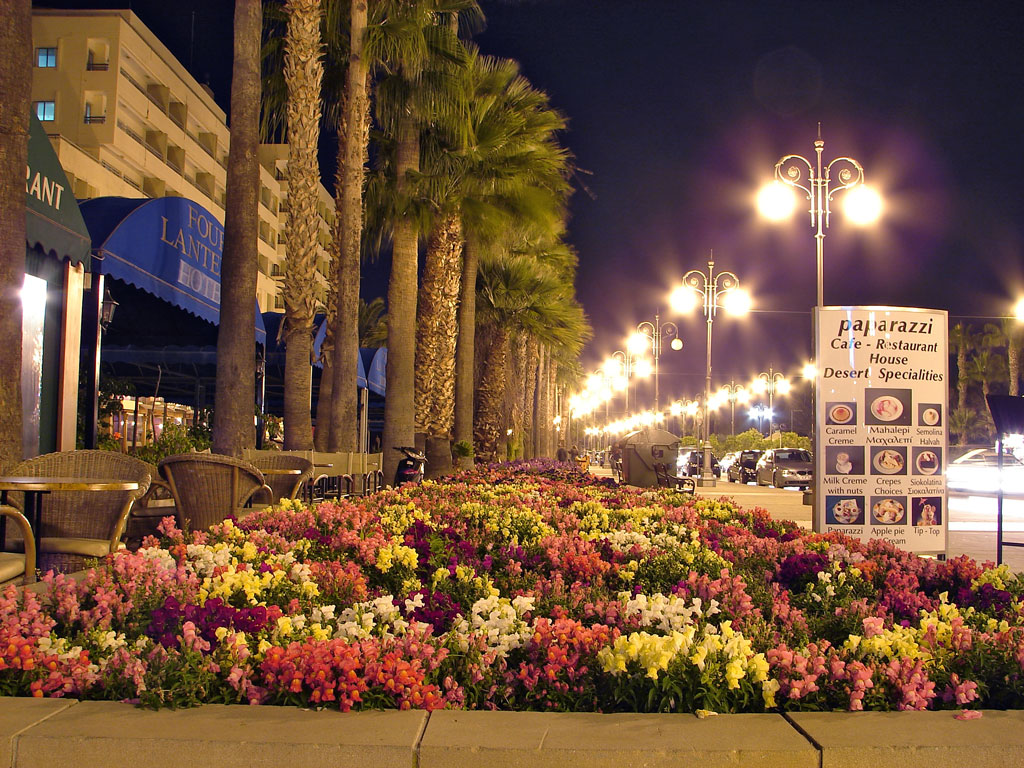
Ein Blumenbeet an der Promenade

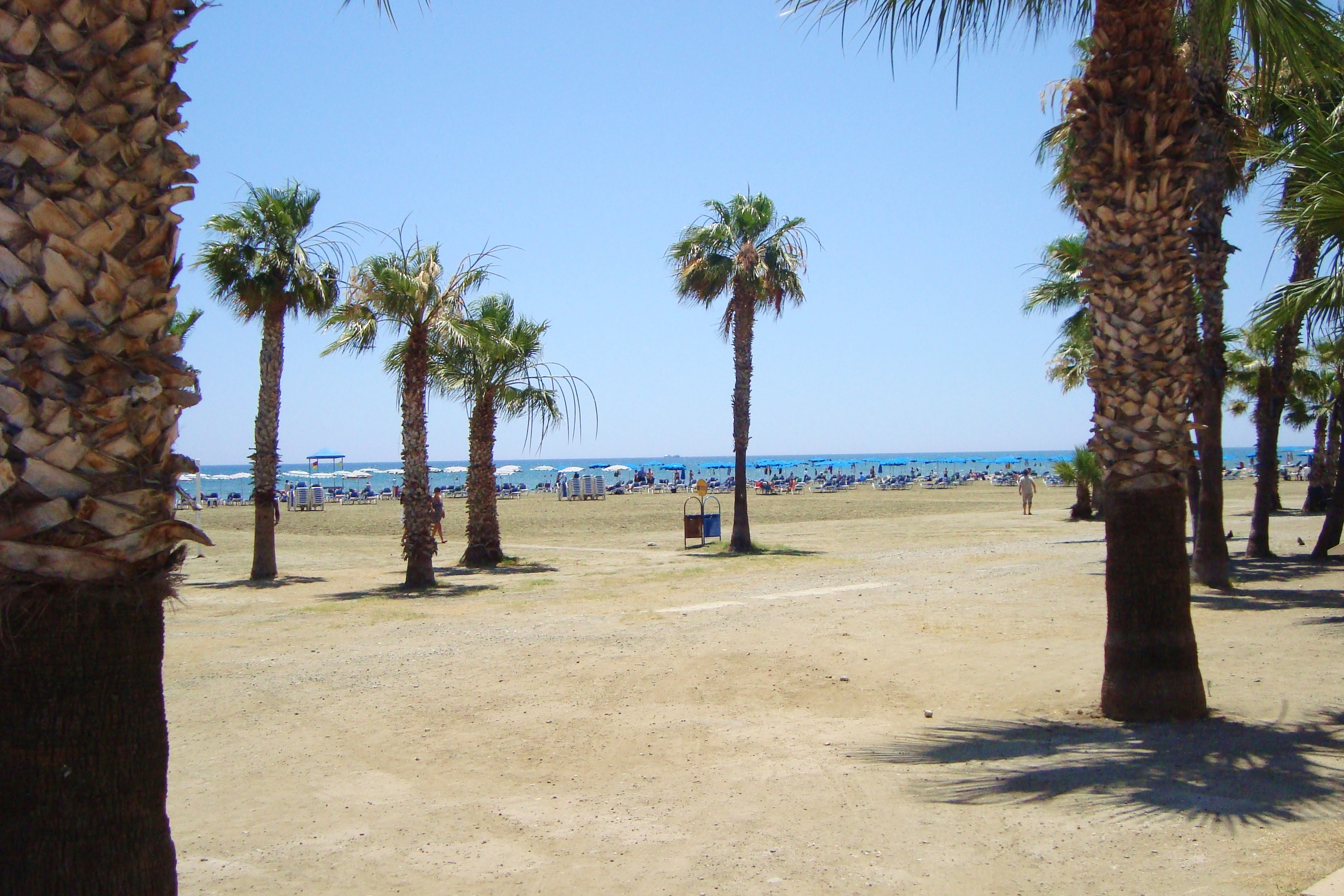
Der Strand von der Promenade aus gesehen

Phinikoudes (griechisch Φοινικούδες) ist die Bezeichnung für die Strandpromenade von Larnaka. An dieser befindet sich die Athenon Avenue und der Strand Phinikoudes. 

## Geschichte
Angelegt wurde die Promenade 1922, in diesem Jahr wurden auch die Palmen gepflanzt. Der Name geht einerseits auf die Phönizier zurück, die einst die Stadt bewohnten, andererseits auch auf die griechische Bezeichnung für Palmen (Phinikoudes = kleine Palmen). Die Länge der Promenade beträgt etwa 500 Meter und die Breite steigt bis zu 100 Meter.
Der Strand verfügt über Duschen und Sonnenschirme, bei Großveranstaltungen ist das Baden jedoch verboten.